# Maisprach
Maisprach est une commune suisse du canton de Bâle-Campagne, située dans le district de Sissach.

Vue aérienne de 3000 m par Walter Mittelholzer (1923)